# Lean Project Management
Lean Project Management ist ein Konzept zur Planung und Steuerung von Projekten. Lean Project Management verbindet die Instrumente und Methoden des Projektmanagements mit den Ideen des Lean Management. Die Spannbreite der Ansätze reicht von der wortgetreuen Übertragung der Methoden und / oder Prinzipien des Toyota-Produktionssystems auf das Projektmanagement bis hin zu freieren, kontextuellen Interpretationen. Folgt man der Interpretation des "Lean-Gedankens" von James P. Womack und Daniel Roos, so lässt sich der "Lean-Gedanke" auf fünf Prinzipien zusammenfassen, die auf das Projektmanagement übertragbar sind. Diese Prinzipien müssen teilweise in zeitlich begrenzten, neuartigen Projekten mit Hilfe anderer Methoden umgesetzt werden als in dauerhaften, repetitiven Produktionsprozessen.

## Prinzipien
Spezifiziere das optimale Nutzen-/Aufwand-Verhältnis aus Kundensicht
Die erste Problemstellung, die ein „Lean Project Management“ lösen muss, besteht darin, dass sowohl externe als auch interne Projekte ohne klaren Nutzen für definierte Kunden gestartet werden. Dies ist für den „Lean“-Gedanken insofern wichtig, als es wenig Sinn ergibt, das Management eines Projekts „schlank“ zu gestalten, wenn das Projekt als solches „Verschwendung“ darstellt. Die Aufgabe, den Nutzen eines Projektes vor dem Projektstart herauszuarbeiten, ist in allen Standards zum Projektmanagement Aufgabe der Initiierungsphase. In dieser Phase lässt sich durch Methoden zur Spezifizierung und Validierung des Projektnutzens sowie zur Projektselektion der erste Schritt zu einem "Lean Project Management" erreichen.
Definiere die minimalen wertschöpfenden Arbeitspakete und Arbeitsprozesse
Eine zweite Problemstellung, an der „Lean Project Management“ ansetzt, ist die zunehmende Bürokratisierung des
Projektmanagements, wodurch Kunden, Projektergebnisse und wertschöpfende Aktivitäten oftmals aus dem Blick geraten. „Lean Project Management“ hat in dieser Situation die Aufgabe, die minimalen wertschöpfenden Arbeitspakete und Arbeitsprozesse, die zu dem optimalen Nutzen-Aufwand-Verhältnis für den Kunden führen, zu identifizieren und möglichst klar, einfach und transparent zu gestalten. Dies kann durch eine resultatorientierte Gestaltung der Projektmanagementaktivitäten und / oder durch eine systematische Entbürokratisierung der Projektmanagement-Standards in Organisationen erreicht werden.
Etabliere eindeutige Verantwortlichkeiten, Aufgaben und Kompetenzen auf der niedrigst möglichen Organisationsebene
Eine dritte Problemstellung, auf die „Lean Project Management“ Antworten geben muss, besteht in unklaren Zuweisungen von Verantwortlichkeiten zwischen Projekt und Linie (Auftraggeber) einerseits und zwischen Projektleiter und Projektmitarbeiter andererseits. Diese Unklarheiten treten in beiden Fällen meist gepaart mit Fragen der Machtverteilung auf. Die Forderungen des „Lean Project Management“ lauten an dieser Stelle, erstens eindeutige Verantwortlichkeiten, Aufgaben und Kompetenzen zwischen den einzelnen Rollen zu etablieren und zweitens, diese so niedrig wie möglich in der Hierarchie anzusiedeln. Dies kann mit Hilfe klassischer Methoden der Organisationslehre (Rollengestaltung bzw. "Job Design" und Koordinationsmechanismen) und Führungslehre (Delegation und Kontrolle) erreicht werden.
Sorge für einen kontinuierlichen Fluss von Ergebnissen durch die Limitierung angefangener Arbeit
Eine vierte Problemstellung, mit der „Lean Project Management“ konfrontiert ist, besteht in langen Durchlaufzeiten, kontinuierlichen Unterbrechungen, chronischen quantitativen und qualitativen Überlastungen von Projektmitarbeitern sowie damit verbundenen Risiken für die Termin-, Budget- und Qualitätstreue von Projekten. Die Kernursache dafür ist in zu viel angefangener bzw. unfertiger Arbeit ("Work in Progress") in einer Organisation bzw. in einem Projekt zu lokalisieren. „Lean Project Management“ hat in dieser Situation die Aufgabe, die Menge an offener Arbeit in einer projektorientierten Organisation und in den Projekten selbst signifikant zu reduzieren, um einen weitgehend unterbrechungsfreien und kontinuierlichen Fluss von Ergebnissen in einer „nachhaltigen Geschwindigkeit“ zu ermöglichen. Dies kann mit Methoden der engpassorientierten Priorisierung von Projekten oder Arbeitspaketen (Critical-Chain-Projektmanagement), mit Hilfe von "Work in Progress"-Limits (Kanban) oder "Time Boxing" (Scrum) erreicht werden.
Identifiziere Fehler sofort und beseitige diese nachhaltig
Eine fünfte Problemlage, auf die von einem „Lean Project Management“ Lösungsansätze erwartet werden, besteht der Optimierung von Maßnahmen zur Qualitätssicherung von Projekten. Analytische Maßnahmen, wie beispielsweise „Lessons Learned“, werden zum Teil entweder nicht durchgeführt, analysieren nicht den Nutzen des Projekts für die Projektkunden und / oder werden nicht als Grundlage für das Design weiterer Projekte verwendet. Konstruktive Maßnahmen der Qualitätsplanung, -sicherung und -steuerung haben durchaus positive Wirkungen auf die Projektplanung und -verfolgung, aber nicht nachweislich und wiederholbar auf die Nutzenrealisierung für den Kunden. Dazu bedarf es erstens Methoden zur Identifikation von "Fehlern" in Projekten, da "Projektfehler" nicht gleichbedeutend sind mit Spezifikationsabweichungen in der Produktion. Zweitens bedarf es Methoden, um diese in Projekten frühzeitig zu identifizieren und entweder zu beseitigen oder nachhaltig zu lösen. Methoden dazu finden sich im "Daily Scrum" (Scrum) sowie im Servicebetrieb von ITIL.
Die Prinzipien zeigen erstens, dass "Lean Project Management" kein neues oder anderes Projektmanagement darstellt, sondern etablierte Standards und Praktiken des Projektmanagements von Blindleistung (eine Verschwendungsart) zu befreien sucht. Zweitens wird deutlich, dass im "Lean Project" Management bereits etablierte Methoden aus dem Projektmanagement, aus agilen Ansätzen sowie aus der Organisations- und Führungslehre zum Einsatz kommen, wodurch eine Neuerfindung oder Umetikettierung bereits vorhandener Methoden unnötig wird. Drittens lassen sich die Grundsätze des "Lean Managements" sowohl auf "klassische" als auch auf "agile" oder "hybride" Vorgehensweisen anwenden, was den Ansatz unabhängig vom gewählten Vorgehensmodell macht.

## Projektarten
Die Kernideen des Lean Project Management haben bereits in unterschiedlichen Domänen Anwendung gefunden:
Lean Construction
Insbesondere in Bauprojekten wird seit geraumer Zeit über die Integration von Lean-Prinzipien in das Projektmanagement nachgedacht.
Lean Product / Lean Software Development
Seite den 1980er Jahren existieren eine Reihe von Ansätzen zum „Lean Product Development“ und "Lean Software Development", dessen Bedeutung vor allem aufgrund des steigenden Software-Anteils in Produkten deutlich zugenommen hat.
Lean Innovation / Lean Startup
In neuerer Zeit und inspiriert durch die Verbreitung von agilen Ansätzen in der Produktentwicklung wird zunehmend auch von „Lean Innovation“ und „Lean Startups“ gesprochen und Ansätze zu schlankem und agilem Innovationsmanagement
vorgeschlagen

## Einführung von Lean Project Management
Die Anwendung von Lean Project Management kann auf der Ebene der Einzelperson, des Projekts sowie der übergeordneten Organisation erfolgen. Als Leitmotiv ist es grundsätzlich unabhängig von dem angewendeten Projektmanagement-Ansatz. Im Gegensatz zum standardisierten Projektmanagement sind folgende Merkmale charakterisierend:
- Lean Project Management ist kein Projektmanagement-Werkzeug, welches sich so standardisieren lässt, dass es in allen Arten von Projekten ohne Anpassung eingesetzt werden kann. Lean Project Management lässt sich nicht nach dem Prinzip „One Size Fits All“ konzipieren. Ausprägung des Lean Project Management wie Lean Product Development und Scrum machen dies deutlich: Wer sich von Lean Project Management Checklisten und vordefinierte Werkzeuge erwartet, hat Lean Management nicht verstanden. Diese „Hilfsmittel“ sind nur Mittel zum Zweck und werden nach Bedarf auf die jeweilige Aufgabe zugeschnitten.
- Wesentlich ist die Lean-Philosophie, die den eigentlichen Wert von Lean Project Management ausmacht. Die Kernelemente sind der Umgang mit Problemen und Fehlern, der Fokus auf den Wert des Projektergebnisses, die Vermeidung der Verschwendung von Ressourcen und Zeit durch nicht wertschöpfende Aktivitäten, die flexible Reaktion auf Veränderungen des Projektumfeldes während der Projektlaufzeit und eine überzeugende Projekt-Vision.
- Die Etablierung einer ganzheitlichen Lean Project Management-Kultur ist eine Aufgabe, die zum einen Zeitraum in Anspruch nimmt, der mehrere Jahre umfassen kann und nur dort sinnvoll ist, wo Projektteams mit einer entsprechenden Kontinuität zusammenarbeiten. Typischerweise ist dies in der Produktentwicklung in Unternehmen und der Software-Entwicklung der Fall. Für diese Aufgabe ist ein maßgeschneidertes Change Management (Veränderungsmanagement) erforderlich.

Gelingt die Überwindung dieser Hürden, können Projekte erfolgreicher im Hinblick auf Projektbudget, Laufzeit und Ergebnisqualität durchgeführt werden.